# 永井滋郎
永井 滋郎（ながい じろう、1921年10月27日 - 2012年10月26日）は、日本の比較教育学者、社会科教員。
大阪市生まれ。広島高等師範学校、学徒動員をへて1945年広島文理科大学卒、広島大学附属中学校・高等学校教諭、広島大学教育学部助教授、84年「国際理解教育に関する研究 国際的協同研究をとおして」で広島大学より教育学博士の学位を取得。定年退官、名誉教授、鳴門教育大学教授。

## 著書
- 『他国の研究 国際理解の教育実験』民主教育協会 IDE教育資料 1959
- 『国際理解教育に関する研究 国際的協同研究をとおして』第一学習社 1985
- 『国際理解教育 地球的な協力のために』第一学習社 1989

### 共編著
- 『世界史整理 昭和47年度版』藤井千之助共編 西日本書房 1972
- 『社会科教育法の研究』平田嘉三共編 協同出版 中学・高校教員への道 1977
- 『社会科教育学』共編著 ミネルヴァ書房 現代の教育学 1979
- 『専門教養社会科の研究』平田嘉三共編 協同出版 教員試験対策講座 1978
- 『社会科重要用語300の基礎知識』平田嘉三共編 明治図書出版 教科教育の基礎用語シリーズ 1981